# Serra-di-Fiumorbo
Serra-di-Fiumorbo é uma comuna francesa na região administrativa de Córsega, no departamento da Alta Córsega. Estende-se por uma área de 43,2 km². 